# NGC 5694
NGC 5694 (noto anche come C 66) è un ammasso globulare visibile nella costellazione dell'Idra; fu scoperto da William Herschel nella primavera del 1784.

## Osservazione
Si tratta di un debole oggetto dall'aspetto sfuggente e dalle ridotte dimensioni apparenti; sebbene nelle sue immediate vicinanze non siano presenti stelle particolarmente brillanti, la sua individuazione è facilitata dalla presenza delle stelle σ Librae e π Hydrae, due astri di terza magnitudine sulla cui linea congiungente è possibile recuperare l'oggetto, leggermente più vicino alla prima stella. Un riferimento più vicino è dato un arco di stelle di quinta e sesta magnitudine situato poco ad est dell'ammasso stesso.
La sua declinazione è solo moderatamente australe, ciò fa sì che sia ben osservabile da entrambi gli emisferi terrestri senza eccessive difficoltà legate alla latitudine; tuttavia, dall'emisfero australe la sua osservazione è più facilitata. Il periodo più adatto per la sua osservazione nel cielo serale va da aprile a luglio.

## Storia delle osservazioni
La scoperta dell'ammasso risale alla fine del Settecento e avvenne ad opera di William Herschel, che lo individuò nella notte del 22 maggio 1784; la sua vera natura rimase a lungo sconosciuta, fino a quando, nel 1932, non venne riconosciuto come ammasso globulare.

## Caratteristiche
NGC 5694 è uno degli ammassi globulari più antichi che si conoscano appartenenti alla Via Lattea: la sua età pari a oltre 12 miliardi di anni lo rende simile ad altri ammassi molto vecchi, come M92 e Terzan 8, rispettivamente nelle costellazioni di Ercole e Sagittario; a causa di ciò, le sue stelle hanno una metallicità estremamente bassa. La sua distanza dal centro galattico è stimata sui 95.000 anni luce, il che lo rende anche uno degli ammassi più lontani; inoltre la sua alta velocità di allontanamento potrebbe portarlo a disperdersi all'esterno dell'alone galattico. Secondo uno studio pubblicato negli anni ottanta questo ammasso si sarebbe originato nell'alone interno della Via Lattea e solo in un secondo momento ne sarebbe stato spinto via, probabilmente a causa dell'interazione fra la stessa Via Lattea e la Grande Nube di Magellano.

### Opere generali
- (EN) Stephen James O'Meara, Deep Sky Companions: The Caldwell Objects, Cambridge University Press, 2003, ISBN 0-521-55332-6.
- A. De Blasi, Le stelle: nascita, evoluzione e morte, Bologna, CLUEB, 2002, ISBN 88-491-1832-5.

### Carte celesti
- Tirion, Rappaport, Lovi, Uranometria 2000.0 - Volume I - The Northern Hemisphere to -6°, Richmond, Virginia, USA, Willmann-Bell, inc., 1987, ISBN 0-943396-14-X.
- Tirion, Sinnott, Sky Atlas 2000.0, 2ª ed., Cambridge, USA, Cambridge University Press, 1998, ISBN 0-933346-90-5.
- Tirion, The Cambridge Star Atlas 2000.0, 3ª ed., Cambridge, USA, Cambridge University Press, 2001, ISBN 0-521-80084-6.